# V Pay

Logo von V Pay

V Pay (Eigenschreibweise „V PAY“, Aussprache [ˈviː peɪ] mit „v“ wie in „Visum“) ist eine von Visa Inc. eingeführte Debitkarte. Sie ist eine europäische, auf der EMV-Technik (einer Chipspezifikation) basierende Zahlungskarte mit PIN-Funktion.

## Geschichte
V Pay wurde ab 2006, neben der schon existenten Debitkarte Visa Electron, zunächst in Luxemburg, Frankreich, Deutschland und Italien eingeführt. Seit etwa 2010 erfolgte die Ausgabe vermehrt in Deutschland. In der Schweiz gibt es sie seit Anfang 2014. Seit 2021 werden in der Schweiz keine neuen Karten mit V-Pay-Funktionalität mehr ausgegeben und durch Visa Debit ersetzt.
Aufgrund der Einstellung der Maestro-Karte haben Sparkassen zum 1. Juli 2023 mit der Umstellung zu V Pay begonnen, womit das eigene Girocard-Produkt Sparkassen-Card im europäischen Ausland weiterhin nutzbar bleibt. Die neu ausgegebenen Karten enthalten dabei weiterhin die Anwendung Girocard und unterstützen zusätzlich V Pay (sogenanntes Co-Branding). Jedoch soll V Pay auch in Deutschland auf lange Sicht von Visa Debit abgelöst werden.

## Akzeptanz
V Pay erfüllt nach Angaben von Visa Inc. die Anforderungen europäischer Kreditinstitute und des einheitlichen europäischen Zahlungsmarktes (SEPA – Single Euro Payments Area). Mit einer V-Pay-Karte kann in den meisten Ländern Europas Bargeld bezogen und bargeldlos bezahlt werden, wenn die EMV-Technologie mit Chip und PIN zur Verfügung steht.
Akzeptiert wird die V-Pay-Karte dort, wo das entsprechende Logo angebracht ist. Anders als Visa Kreditkarten und Visa Debit wird V Pay im Wesentlichen nur in Europa akzeptiert und kann nicht online genutzt werden.

## Funktionsweise
Die für die Transaktion nötigen Daten sind nur im Chip gespeichert, nicht auf dem Magnetstreifen, um Magnetstreifenskimming auszuschließen. Von der Einführung 2007 bis 2013 gab es keinen Skimming-Fall.
Paywave ist das NFC-Bezahlsystem für kontaktloses Bezahlen mit Visa- oder V-Pay-Karte. Bei Beträgen bis 25 Euro erfolgt die Zahlung meistens ohne weitere Legitimierung durch PIN oder Unterschrift. Darüber hinausgehende Beträge sind mit PIN oder Unterschrift zu bestätigen. Manche Anbieter setzen eine höhere Grenze. Bei V Pay kann diese Autorisierung ausschließlich mit PIN erfolgen. Die Verfügbarkeit ist durch das NFC-Symbol direkt auf der Karte erkennbar.